# Sophia Laukli
Sophia Laukli (Framingham, 8 giugno 2000) è una fondista statunitense.

## Biografia
Originaria di Yarmouth e attiva dal dicembre del 2016, ai Mondiali juniores di Oberwiesenthal 2020 la Laukli ha vinto la medaglia d'argento nella staffetta; ha esordito in Coppa del Mondo il 23 gennaio 2021 a Lahti (33ª), ai Campionati mondiali a Oberstdorf 2021, dove è stata 23ª nella 15 km, 28ª nella 30 km e 25ª nello skiathlon, e ai Giochi olimpici invernali a Pechino 2022, piazzandosi 15ª nella 30 km; ai Mondiali di Planica 2023 è stata 25ª nella 10 km e 29ª nello skiathlon e il 3 dicembre dello stesso anno ha conquistato a Gällivare in staffetta il primo podio in Coppa del Mondo (3ª). Ai Mondiali di Trondheim 2025 si è classificata 21 nella 50 km, 23ª nello skiathlon e 6ª nella staffetta.

## Palmarès

### Mondiali juniores
- 1 medaglia:
  - 1 argento (staffetta a Oberwiesenthal 2020)

### Coppa del Mondo
- Miglior piazzamento in classifica generale: 22ª nel 2024
- 1 podio (a squadre):
  - 1 terzo posto

#### Coppa del Mondo - competizioni intermedie
- 2 podi di tappa:
  - 1 vittoria
  - 1 terzo posto

##### Coppa del Mondo - vittorie di tappa
| Data           | Località      | Nazione | Competizione | Specialità  |
| -------------- | ------------- | ------- | ------------ | ----------- |
| 7 gennaio 2024 | Val di Fiemme | Italia  | Tour de Ski  | 10 km TL MS |

Legenda:

TL = tecnica libera

MS = partenza in linea